# Maurice Fombeure

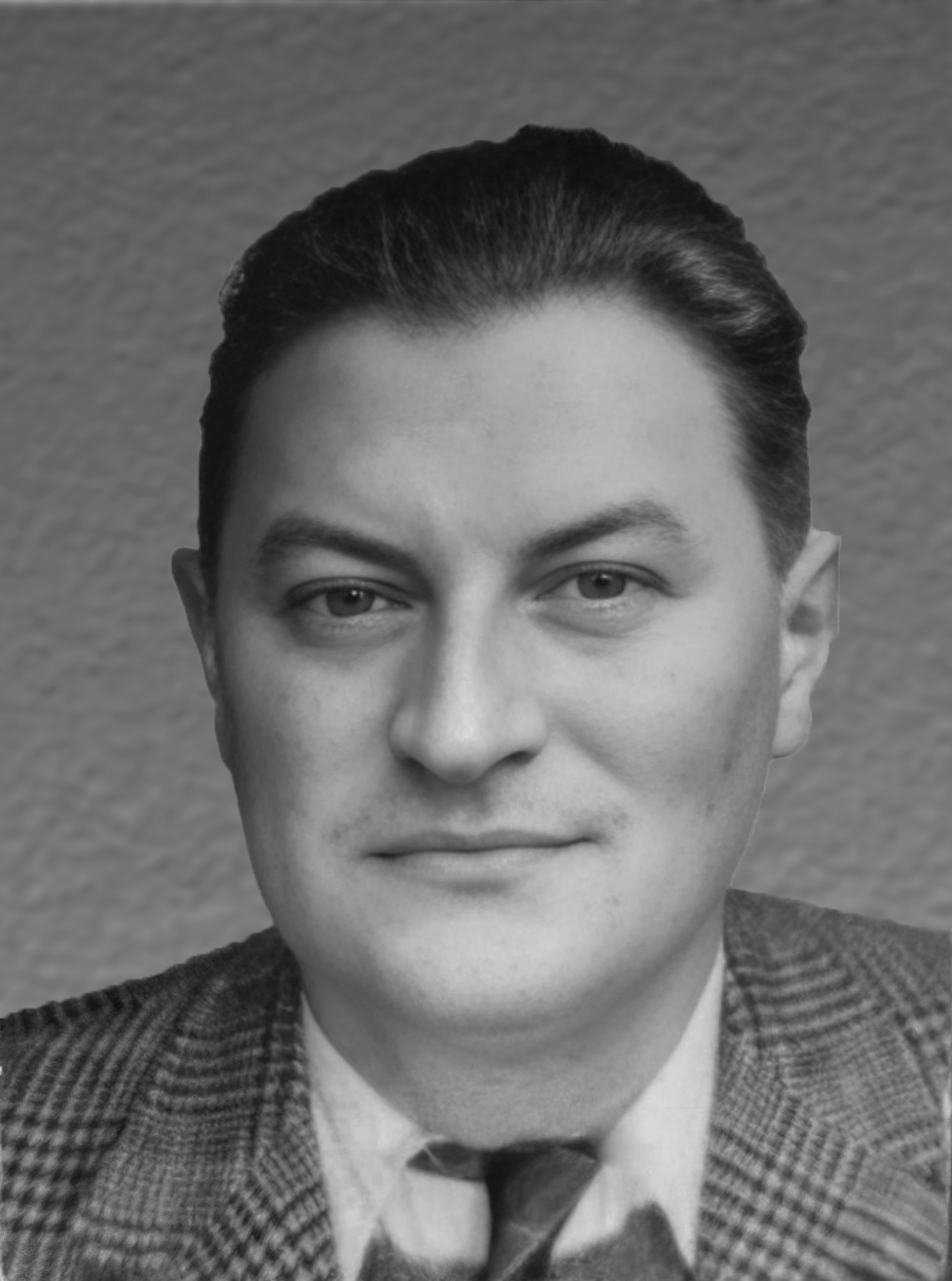
Maurice Fombeure

Maurice Alphonse Jacques Fombeure (n. 23 septembrie 1906 la Jardres (Vienne) - d. 1 ianuarie 1981 la La Verrière, (Yvelines)) a fost un scriitor și eseist francez.
A scris în special poezii, fiind influențat de François Villon, La Fontaine, Apollinaire și François Rabelais.

## Scrieri
- 1937: Bruits de la terre ("Zgomotele pământului");
- 1942: Grenier des saisons ("Podul anotimpurilor");
- 1946: Aux créneaux de la pluie ("La crenelurile ploii").